# アリス (マジシャン)
アリスは、日本の女性プロマジシャン。本名非公表。東京都在住。

## 人物
幼い頃に引田天功 (2代目)を見てマジックに興味を持ち、18歳より本格的にマジックの勉強を始める。
後に和妻と呼ばれる江戸時代から続く日本独自のマジックの継承者の一人である上口龍生に師事し、イリュージョンパートナーとして活躍後、ソロデビュー。

## 芸風
営業内容はクロースアップ・マジック、サロンマジック、ステージマジック、イリュージョン、和妻、さらに子供や初心者を対象としたマジックのレクチャーなど広範に及ぶ。和妻を演じる際は 「有栖川 萌」名義で活動している

## 出演

### テレビ
- テレビ東京「とっとこハム太郎」おしごとずかん
- 日本テレビ「世界の果てまでイッテQ」(2021年9月12日)
- HAB北陸朝日放送「教えて！四千頭身」(2023年9月〜10月）

### イベント
- 「MAGICALIVE2」（荻窪かいホール、2012年）
- 「第3回 高井神島ようこそ祭り」（高井神島公民館、2012年）
- 「MAGIC MAX」（荻窪かいホール、2012年）